# Treliaż (obraz Gustave’a Courbeta)
Treliaż (Altana, fr. Le Treillis ou Jeune Fille arrangeant des fleurs) – obraz francuskiego malarza Gustave’a Courbeta. Znajduje się w Toledo Museum of Art.
Od czerwca 1862 r. do kwietnia 1863 r. malarz gościł w Rochemont w posiadłości kolekcjonera sztuki Étienne’a Baudry’ego. Baudry interesował się ogrodnictwem i był posiadaczem dużego ogrodu. Zamówił u Courbeta obrazy z motywem kwiatów. Jednym z tych obrazów jest Treliaż. Na obrazie została ukazana młoda kobieta układająca kwiaty na drewnianej kratce treliażu. Kwiaty zostały umiejscowione w centralnej części płótna,  zajmują zdecydowanie więcej miejsca niż sylwetka dziewczyny, która ubrana w ciemną kwiecistą sukienkę wtapia się w całość kompozycji. Ze względu na to, że roślinność dominuje na obrazie, Treliaż zaliczany jest do martwej natury.